# Bathyphantes gulkana
Bathyphantes gulkana – gatunek pająka z rodziny osnuwikowatych.

## Występowanie
Gatunek występuje na Alasce i w Rosji.